# Adorus tenuis
Adorus tenuis is een rondwormensoort.